# Lijst van terroristische incidenten in België
Dit is een lijst met een opsomming en korte beschrijving van terroristische incidenten in België waarbij doden vielen of die een grote impact hadden. Wanneer er daders gedood of gewond geraakt zijn, staan zij apart en tussen haakjes achter het aantal slachtoffers. Gedode of gewonde terroristen zijn hier niet bijgeteld, zij staan tussen haakjes vermeld.
| Datum             | Plaats               | Doden   | Gewonden | Wapen                         | Dader(s)                                                                                  | Gebeurtenissen |
| ----------------- | -------------------- | ------- | -------- | ----------------------------- | ----------------------------------------------------------------------------------------- | --- |
| 18 augustus 1950  | Seraing              | 1       | 0        | Handvuurwapen                 | Eugène Devillé, François Goossens, Alex Devillé en Jan Hemelrijck                         | 's Avonds belden twee mannen aan bij het huis van Julien Lahaut, een communistisch politicus en Belgisch Kamerlid. Ze identificeerden zich valselijk aan diens vrouw en toen Lahaut kwam schoten ze hem met vijf kogels neer. Twee kompanen wachtten hen op in een gestolen auto en de vier mannen sloegen op de vlucht. |
| 14 februari 1967  | Brugge               | 0       | 0        | Bom                           | onbekend                                                                                  | In de nacht van 13 op 14 februari 1967 werd op de Burg een bomaanslag gepleegd aan de poort van het gerechtshof. Er vielen geen doden, maar de materiële schade in het hart van de historische stad was aanzienlijk. Ondanks tientallen huiszoekingen in extremistische milieu's is de zaak nooit opgehelderd. |
| 27 juli 1980      | Antwerpen            | 1       | 20       | Granaat                       | "Aboe Nidal-organisatie"                                                                  | De Palestijn Said Al Nasr gooide een granaat naar een groep Joodse schoolkinderen. In 1991 leverde de overheid hem uit aan Libië in ruil voor een ontvoerd Belgisch-Frans gezin. |
| 20 oktober 1981   | Antwerpen            | 3       | 106      | Autobom                       | —                                                                                         | Een bestelwagen ontplofte vlak voor de Portugees-Joodse synagoge van Antwerpen, net voor aanvang van de feestelijkheden voor Simchat Thora. |
| 13 juli 1983      | Brussel              | 1       | 0        | Handvuurwapen                 | —                                                                                         | Dursun Aksoy, die verbonden was aan de Turkse ambassade, werd in zijn wagen doodgeschoten. |
| 17 september 1983 | Nijvel               | 3       | 1        | Handvuurwapens                | Bende van Nijvel                                                                          | Drie zwaarbewapende mannen pleegden een overval op een Colruytwinkel en doodden daarbij verschillende klanten. |
| 1 december 1983   | Anderlues            | 2       | 0        | Handvuurwapens                | Bende van Nijvel                                                                          | Drie zwaarbewapende mannen pleegden een overval op een diamantair en doodden daarbij twee mensen. |
| 1 mei 1985        | Brussel              | 2       | 13       | Autobom                       | Cellules Communistes Combattantes                                                         | Een autobom ontploft bij het hoofdkwartier van het Verbond van Belgische Ondernemingen en doodt twee brandweermannen. |
| 27 september 1985 | Eigenbrakel Overijse | 8       | 2        | Handvuurwapens                | Bende van Nijvel                                                                          | Drie zwaarbewapende mannen vallen een Delhaize in Eigenbrakel binnen, waar ze tezamen 3 mensen doodschoten. Enkele uren later duiken ze op in Overijse, waar op gelijkaardige wijze nog eens vijf mensen gedood worden. |
| 9 november 1985   | Aalst                | 8       | 15       | Handvuurwapens                | Bende van Nijvel                                                                          | Drie zwaarbewapende mannen overvallen een Delhaize in Aalst en executeerden daarna in koelen bloede acht aanwezigen, waaronder twee schoolmeisjes. |
| 6 december 1985   | Luik                 | 1       | 2        | Zelfgemaakt explosief         | Jean-Michel Systermans, Christian Zeggers en Francis Reynders                             | Een halfuur voor de aanvang van een bijeenkomst in het Luikse justitiepaleis ontplofte er een bom. Een rechtenstudent kwam daarbij om het leven en het gebouw zelf werd zeer zwaar beschadigd. |
| 29 maart 1989     | Brussel              | 2       | 0        | Handvuurwapen                 | Jund al-Haqq                                                                              | Leden van de groep Jund al-Haqq schieten de imam en de bibliothecaris van de door de Saudi's gecontroleerde Grote Moskee van Brussel dood. |
| 3 oktober 1989    | Brussel              | 1       | 0        | Handvuurwapen                 | Abdelkader Belliraj                                                                       | Abdelkader Belliraj, lid van Jund al-Haqq, schiet op klaarlichte dag Joseph Wybran dood, die recent tot hoofd van de Joodse gemeenschap van België was benoemd. |
| 7 mei 2002        | Schaarbeek           | 2 (+1)  | 2        | Handvuurwapen                 | Hendrik Vyt                                                                               | De 79-jarige extreemrechtse militant Hendrik Vyt drong 's nachts het appartement van zijn buren binnen en richtte een schietpartij aan die het leven kostte aan Ahmed Isnasni en Habiba El-Hajji. Twee van hun zonen raakten gewond. De dader pleegde zelfmoord door zich in brand te steken. |
| 11 mei 2006       | Antwerpen            | 2       | 1 (+1)   | Handvuurwapen                 | Hans Van Themsche                                                                         | Van Themsche ging uit racistische motieven op zoek naar mensen van allochtone origine, die hij dan neerschoot. Zo verwondde hij een vrouw en enkele straten verder schoot hij een vrouwelijke kinderoppas en het kind waarvoor ze zorgde dood. Een politieagent schoot hem daarop neer, waardoor hij verwond geraakte. |
| 13 december 2011  | Luik                 | 7 (+1)  | 123      | Granaten en een handvuurwapen | Nordine Amrani                                                                            | De dader vermoordde eerst in zijn woonst een schoonmaakster. Buiten gooide hij, tijdens de kerstmarkt, granaten naar een bushalte op het Place Saint-Lambert, waarna hij met een wapen op anderen begon te vuren. Na de feiten pleegde hij zelfmoord. |
| 12 maart 2012     | Anderlecht           | 1       | 1        | Brandstichting                | Rachid El Boukhari                                                                        | Een soennitische extremist ging de sjiitische Rida-moskee binnen met een hakbijl en een bidon benzine. Het kwam tot een woordenwisseling, waarop hij de moskee in brand stak. De imam stierf door rookvergiftiging, een andere man raakte licht bevangen. |
| 24 mei 2014       | Brussel              | 4       | 0        | Handvuurwapens                | Mehdi Nemmouche                                                                           | Een schutter opende het vuur in de inkomhal van het Joods Museum van België en doodde daarbij vier mensen. |
| 14 december 2014  | Brussel              | 1       | 0        | Handvuurwapens                | Ibrahim en Khalid El Bakraoui                                                             | De moord op Paul-André Vanderperren wordt gebruikt als test voor een grotere aanslag door de broers Ibrahim en Khalid El Bakraoui. |
| 15 januari 2015   | Verviers             | 0 (+2)  | 0 (+1)   | Handvuurwapens                | Soufiane Amghar, Khalid Ben Larbi en Marouane El Bali                                     | Tijdens een nationale antiterreuroperatie werd er onder andere een raid uitgevoerd op een pand in Verviers. Drie terroristen namen daarop de veiligheidsdiensten onder vuur. Twee van hen stierven en één raakte gewond. |
| 15 maart 2016     | Vorst                | 0 (+1)  | 4        | Handvuurwapens                | Salah Abdeslam, Mohamed Belkaïd                                                           | Toen agenten een huis wilden binnenvallen in het kader van een antiterreuroperatie, werden ze onder vuur genomen en geraakten er vier lichtgewond. Enkele uren later vielen de speciale eenheden het appartement binnen en doodden ze Belkaïd. |
| 22 maart 2016     | Zaventem Brussel     | 32 (+3) | 340      | Explosieven                   | Ibrahim El Bakraoui, Khalid El Bakraoui, Najim Laachraoui, Mohamed Abrini en Osama Krayem | In de vertrekhal van Brussels Airport bliezen twee zelfmoordterroristen zichzelf kort na elkaar op, een derde terrorist liet een bompakket – dat niet ontplofte – achter en vluchtte. Ruim een uur later blies een andere dader zich op in een Brussels metrostel dat vertrok vanuit station Maalbeek richting Kunst-Wet. |
| 6 augustus 2016   | Charleroi            | 0 (+1)  | 2        | Machete                       | Khalid Babouri                                                                            | Een man trok aan de ingang van een politiekantoor een machete en viel daar twee agentes mee aan, terwijl hij "Allahu Akbar" riep. Een agente geraakte ernstig gewond aan het gezicht, een tweede lichtgewond. Een derde agente kon tijdig reageren en schoot de man neer, die in het ziekenhuis overleed aan zijn verwondingen. |
| 20 juni 2017      | Brussel              | 0 (+1)  | 0        | Zelfgemaakt explosief         | Oussama Zariouh                                                                           | Een man wandelde met een trolley, waarin een bom verscholen zat, het Station Brussel-Centraal binnen. De ontploffing was relatief klein en zorgde voor weinig schade. Er vielen geen slachtoffers en vrij snel na het incident werd de dader, die op een militair afliep, doodgeschoten. |
| 25 augustus 2017  | Brussel              | 0 (+1)  | 2        | Mes                           | Haashi Ayaanle                                                                            | Een man benaderde langs achteren twee militairen die patrouilleerden in de Emile Jacqmainlaan. Hij viel hen aan met een mes, waarop een militair hem neerschoot. De militairen raakten slechts lichtgewond, de dader overleed later in het ziekenhuis aan zijn verwondingen. |
| 29 mei 2018       | Luik                 | 3 (+1)  | 2        | Mes en een handvuurwapen      | Benjamin Herman                                                                           | De dader stak eerst twee vrouwelijke agenten neer in de Boulevard d'Avroy om ze even later dood te schieten. Daarna schoot hij ook nog een passagier in een stilstaande auto dood. Ten slotte ging hij een nabijgelegen school binnen, alwaar hij kortstondig een poetsvrouw gijzelde. Uiteindelijk ging hij – al schietend naar de politie – terug buiten, waarop hij door politiekogels gedood werd. De avond voordien had hij in het dorpje On reeds een ex-celgenoot vermoord. |
| 10 november 2022  | Schaarbeek           | 1       | 1 (+1)   | Mes                           | Yassine Mahi                                                                              | De dader viel, gewapend met een mes, een politiepatrouille aan in de Aarschotstraat in Schaarbeek. Een agent overleed aan zijn verwondingen, een tweede agent raakte gewond. De dader werd door een andere agent neergeschoten en geraakte gewond. |
| 16 oktober 2023   | Brussel              | 2 (+1)  | 1        | Oorlogswapen (AR-15)          | Abdesalem Lassoued                                                                        | Rond 19u15 opende de dader het vuur op Zweedse voetbalsupporters nabij het Sainctelettesquare in Brussel. Hierbij vielen twee doden en raakte één persoon zwaargewond. De drie Zweden waren afgereisd voor de voetbalinterland die avond tussen België en hun thuisland. De wedstrijd werd tijdens de rust rond 21u45 gestaakt. De dader werd de volgende ochtend door de politie in een café neergeschoten en werd kort daarna in het ziekenhuis doodverklaard.                   |